# Glück muß man haben (1950)
Glück muß man haben ist ein deutscher Spielfilm von Theo Lingen aus dem Jahr 1944, der als sogenannter Überläufer erst im Jahr 1950 seine Uraufführung erlebte.

## Handlung
Henriette, die bildhübsche Tochter des Zuckerbäckers König aus Wien, soll nach dem Willen ihres Vaters mindestens von einem Grafen oder Freiherrn geehelicht werden. Für ihren größten Verehrer, den einfachen Angestellten Ferdinand Engel, sieht es um die Erfüllung seiner Träume, die Hand der schönen Henriette zu erhalten, sehr schlecht aus. Daran können auch seine Liebesbriefe und die selbst verfassten Gedichte nichts ändern. Er sieht keinen anderen Ausweg, als sich, durch einen Sprung in die Donau, das Leben zu nehmen. Gerade in diesem Moment kommt der Komponist Carl Millöcker vorbei und kann den Lebensmüden von seinem Plan abbringen. Er gibt dem schüchternen Ferdinand Tipps, wie er eventuell die Angebetete erobern kann.
Der in der ganzen Stadt bekannte Bonbonfabrikant, der auch gern „Zuckerl-König“ genannt wird, bereitet das 25-jährige Bestehen seiner Firma vor. Sein Werbungschef Wimmerl will diesen Tag mit einer großen Feier und der Aufführung eines kleinen Theaterspiels begehen. Hierin soll Königs Tochter den gerade neu entwickelten Bonbon „Henriette“ darstellen. Nach der Meinung des Chefs fehlt aber noch etwas Musik in dem Stück und er bestellt den Komponisten Carl Millöcker zu sich, um einen von ihm selbstverfassten Text vertonen zu lassen. Bei den Proben lernt Millöcker nun auch die schöne Henriette kennen. Er organisiert, dass Ferdinand die männliche Hauptrolle bekommt. Da sich dieser an die Ratschläge seines Lebensretters hält, ist Henriette über dessen Wandlung sehr verwundert, den er tritt jetzt sehr arrogant und großspurig auf. Es kommt sogar zum echten Streit.
Durch die vielen gemeinsamen Proben verliebt sich der Komponist jetzt selbst in das Mädel. Das geht so weit, dass die ganze Stadt über diese Beziehung spricht, was auch Leopold König nicht verborgen bleibt. Der Tag, an dem das Fest stattfindet, trägt aber zur Klärung bei. Der neue Bonbon wird ein großer Erfolg, Herr König wird Kommerzienrat und seine Tochter verlobt sich mit Ferdinand Engel. Carl Millöcker gehört wieder allein der Musik.

## Produktion
Der Film erzählt Skizzen aus dem Leben des Wiener Komponisten Carl Millöcker – bis zur Entstehung seiner Operette Der arme Jonathan (1890). Die Dreharbeiten fanden von Mai bis Juli 1944 statt. Der Film erlebte seine Uraufführung unter dem Titel Operettenklänge in Österreich am 22. Dezember 1950. In Deutschland hieß er dann Glück muß man haben, die DDR-Erstaufführung fand am 29. Januar 1954 im Berliner Filmtheater am Friedrichshain statt und die Premiere in der Bundesrepublik erfolgte am 29. Juli 1955 in Braunschweig. In der ARD wurde der Film erstmals am 24. Juni 1958 gezeigt und im Fernsehen der DDR lief er am 21. September 1987.

## Kritik
Die Neue Zeit erwähnt Theo Lingen lobend, der nebenbei noch den Reklamechef Wimmerl spielt und als Einziger wirklich erfreuliche Komik bietet. Des Bonbonkönigs süßes Töchterlein gibt Margot Jahnen mit stark verzuckertem Schminkgesicht und aufdringlichem Dauerlächeln. Paul Hörbiger und Hans Holt machen darstellerisch eine gute Figur, soweit es ihre Rollen erlauben. Mit Wiener Klängen von Alois Melichar und sauberer Fotografie wird über manche peinliche Untiefe des Dialogs flott hinweggespielt. Das Lexikon des internationalen Films bezeichnet den Film als einen heiteren und melodramatisch unterhaltenden deutschen Musik- und Liebesfilm.